# El Cuervo, Guanajuato
El Cuervo är en ort i Mexiko.   Den ligger i kommunen Pénjamo och delstaten Guanajuato, i den centrala delen av landet, 300 km väster om huvudstaden Mexico City. El Cuervo ligger 1 996 meter över havet och antalet invånare är 134.
Terrängen runt El Cuervo är huvudsakligen kuperad, men åt sydost är den platt. Runt El Cuervo är det ganska tätbefolkat, med 104 invånare per kvadratkilometer. Närmaste större samhälle är Pénjamo, 5,0 km sydost om El Cuervo. I omgivningarna runt El Cuervo växer huvudsakligen savannskog.